# Bill se tient à Caro
 (novembre 2021).
Bill se tient à Caro est le quarante-et-unième album de la bande-dessinée Boule et Bill, dessiné par Jean Bastide.

## Présentation de l'album
La tortue Caroline est un membre de la famille à part entière, mais elle ne peut pas toujours participer aux promenades et aux jeux de Bill au même rythme que les autres. Boule et Bill vont devoir l'impliquer davantage.

## Personnages principaux
- Boule, le jeune maître de Bill.
- Bill, le cocker roux susceptible et farceur.
- Caroline, la tortue romantique amoureuse de Bill.
- Pouf, le meilleur ami de Boule.
- Les parents de Boule.

## Personnages secondaires
- Mme Stick et son chat, éternels antagonistes de la série.
- Les autres amis de Bill et Boule apparaissent régulièrement.

### Article externe
- Boule et Bill - Tome 41 : Bill se tient à Caro sur dargaud.com (consulté le 13 mars 2022).